# Pendekar

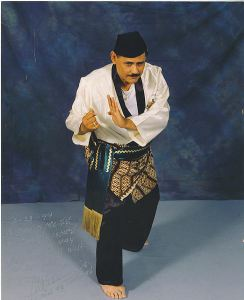
Pendekar Paul De Thouars

Pendekar oder Pandeka ist ein Ehrentitel im indonesischen Kampfsport und bezeichnet den höchsten Status entsprechend dem Grad der Einstufung des Könnens und gemäß den Regeln (Prinzipien) oder der philosophischen Doktrin des Pencak Silat. Außerdem muss ein solcher Großmeister zur Demonstration entwickelte Silat-Shows und Rituelle, hoch ästhetisierte Kampftänze aufführen können.:142 Der Grad „Pendekar“ ist noch in verschiedene Stufen unterteilt und mit dem japanischen „Dan“ vergleichbar.